# Oxidoreduktasen
Oxidoreduktasen sind Enzyme, die Redoxreaktionen katalysieren. Sie kommen in allen Lebewesen und in vielen wichtigen Stoffwechselwegen vor. Allgemein lautet die katalysierte Reaktion:
{\displaystyle A^{-}+B\rightarrow A+B^{-}}
Es wird bei jeder Reduktion auch gleichzeitig eine Oxidation ausgeführt, zudem sind die Reaktionen umkehrbar und das Reaktionsgleichgewicht liegt oft in der Mitte, daher sind Unterteilungen in Oxidasen (oder Oxydasen), Dehydrogenasen, Reduktasen und ähnliche nicht sinnvoll. Man unterscheidet vielmehr systematisch nach der funktionellen Gruppe, die als Elektronendonor oder Elektronenakzeptor fungiert.

## Systematik
In der international anerkannten EC-Klassifikation der Enzyme bilden die Oxidoreduktasen die Gruppe 1. Danach werden Oxidoreduktasen weiter unterteilt nach der funktionellen Gruppe, die als Donor oder Akzeptor für Elektronen fungiert. Häufig benötigen sie Cofaktoren als Elektronenüberträger.
Der systematische Name ist jeweils Donor:Acceptor Oxidoreduktase.
| EC-Nummer   | Merkmal                                                            | Beispiele                                    |
| ----------- | ------------------------------------------------------------------ | -------------------------------------------- |
| EC 1.1.-.-  | CH-OH als Donor                                                    | Alkohol-Dehydrogenase, Glucose-Oxidase       |
| EC 1.2.-.-  | Aldehyde oder Ketone als Donor                                     | Aldehyd-Dehydrogenase                        |
| EC 1.3.-.-  | CH-CH als Donor                                                    | Biliverdin-Reduktase                         |
| EC 1.4.-.-  | CH-NH und CH-NH2 als Donor                                         | Glutamat-Dehydrogenase (NADP+) 1             |
| EC 1.5.-.-  | CH-NH als Donor                                                    | Dihydrofolat-Reduktase                       |
| EC 1.6.-.-  | NADH oder NADPH                                                    | Cytochrom-b5-Reduktasen                      |
| EC 1.7.-.-  | Andere stickstoffhaltige Gruppe als Donor                          | Nitrat-Reduktase, Ferredoxin-Nitritreduktase |
| EC 1.8.-.-  | schwefelhaltige Gruppe als Donor                                   | Sulfit-Oxidase                               |
| EC 1.9.-.-  | Häme als Donor                                                     | Cytochrom-c-Oxidase                          |
| EC 1.10.-.- | Diole oder Diphenole als Donor                                     | Polyphenol-Oxidase                           |
| EC 1.11.-.- | Peroxide als Akzeptor                                              | Katalase                                     |
| EC 1.12.-.- | Wasserstoff als Donor                                              | Wasserstoff-Dehydrogenase                    |
| EC 1.13.-.- | Einfügung eines Moleküls Sauerstoff, Dioxygenasen                  | Homogentisat-Dioxygenase                     |
| EC 1.14.-.- | Einfügung oder Reduktion eines Moleküls Sauerstoff, Monooxygenasen | NO-Synthase                                  |
| EC 1.15.-.- | Hyperoxid als Akzeptor                                             | Hyperoxid-Dismutase                          |
| EC 1.16.-.- | Metallionen als Donor                                              | Caeruloplasmin                               |
| EC 1.17.-.- | Wirkung auf CH oder CH2                                            | Xanthin-Oxidase                              |
| EC 1.18.-.- | Eisen-Schwefel-Cluster-Proteine als Donor                          | Nitrogenase                                  |

## Oxygenasen
Oxygenasen übertragen ein oder mehrere Sauerstoffatome auf ihr Substrat, wobei oft auch Ringöffnungen am aromatischen Molekül stattfinden. Meist wird NADP verbraucht.